# مبارک الصباح
شیخ  مبارک ابن صباح الصباح (۱۸۳۷ – ۲۸ نوامبر ۱۹۱۵) (به عربی: الشیخ مبارک بن صباح الصباح) "بزرگ" هفتمین حکمران کشور کویت از ۱۸ مه ۱۸۹۶ تا هنگام مرگش بود. حکمرانی کویت با مرگ مشکوک برادر ناتنی‌اش به وی رسید. شیخ مبارک همچنین پدر دو حکمران بعدی کویت می‌باشد. او از معدود روسای حکومت‌ها است که همراه نام او لقب بزرگ یا کبیر را به انتهای اسم‌اش اضافه کرده‌اند.